# Крепост
Кре́пост (болг. Крепост) — село в Хасковській області Болгарії. Входить до складу общини Димитровград.

## Населення
За даними перепису населення 2011 року у селі проживали 1435 осіб.
Національний склад населення села:
| Національність   | Кількість осіб | Відсоток |
| ---------------- | -------------- | -------- |
| болгари          | 1107           | 80,0%    |
| цигани           | 259            | 18,7%    |
| турки            | 4              | 0,3%     |
| Всього відповіли | 1383           |          |

Розподіл населення за віком у 2011 році:
Динаміка населення: